# 图尔内多布瓦于贝尔 (厄尔省)
图尔内多布瓦于贝尔（法語：Tournedos-Bois-Hubert）是法国厄尔省的一个市镇，属于埃夫勒区（Évreux）埃夫勒北县（Évreux-Nord）。该市镇总面积7.99平方公里，2009年时的人口为383人。

## 人口
图尔内多布瓦于贝尔人口变化图示